# Chavannes-des-Bois
Chavannes-des-Bois ist eine politische Gemeinde im Distrikt Nyon des Kantons Waadt in der Schweiz.

## Geographie
Chavannes-des-Bois liegt auf 469 m ü. M., 12 km nördlich der Stadt Genf (Luftlinie), im äussersten Südwesten der Waadt. Das Dorf erstreckt sich auf dem Höhenrücken zwischen der Niederung der Versoix und dem Genfersee.
Die Fläche des 2,1 km² grossen Gemeindegebiets umfasst einen Abschnitt des Rückens zwischen der Versoix im Westen und dem Genfersee im Osten. Der Gemeindeboden reicht von der Versoix ostwärts über die Höhe von Chavannes-des-Bois (mit 482 m ü. M. höchster Punkt der Gemeinde) bis an den kanalisierten Lauf des Creuson, eines linken Seitenbachs der Versoix. Im Norden erstreckt sich das Gebiet in den Wald Bois de Portes. Von der Gemeindefläche entfielen 1997 10 % auf Siedlungen, 37 % auf Wald und Gehölze, 52 % auf Landwirtschaft und etwas weniger als 1 % war unproduktives Land.
Die Nachbargemeinden von Chavannes-des-Bois sind im Nordosten Commugny, im Osten Tannay und im Südosten Mies im Kanton Waadt, im Südwesten Versoix im Kanton Genf sowie im Westen und Nordwesten Grilly im angrenzenden Frankreich.

## Bevölkerung
Mit 1018 Einwohnern (Stand 31. Dezember 2023) gehört Chavannes-des-Bois zu den kleinen Gemeinden des Kantons Waadt. Von den Bewohnern sind 73,8 % französischsprachig, 9,3 % deutschsprachig und 8,0 % englischsprachig (Stand 2000). Die Bevölkerungszahl von Chavannes-des-Bois belief sich 1850 auf 58 Einwohner, 1900 auf 68 Einwohner. Nach 1960 (44 Einwohner) setzte eine rasante Bevölkerungszunahme mit einer Verneunfachung der Einwohnerzahl innerhalb von 40 Jahren ein.

## Wirtschaft
Chavannes-des-Bois war bis in die zweite Hälfte des 20. Jahrhunderts ein hauptsächlich durch die Landwirtschaft geprägtes Dorf. Dank der fruchtbaren Böden überwiegt der Ackerbau, ferner gibt es Baumschulen und zwei Reithallen. Weitere Arbeitsplätze sind im Dienstleistungssektor vorhanden. Südlich des Dorfes steht der Kuppelbau des Observatoriums von Genf auf dem Gemeindegebiet, während sich die Bürogebäude auf dem Territorium des benachbarten Versoix befinden. In den letzten Jahrzehnten hat sich Chavannes-des-Bois zu einer Wohngemeinde entwickelt. Viele Erwerbstätige sind Wegpendler, die vor allem in Genf arbeiten.

## Verkehr
Die Gemeinde liegt abseits der grösseren Durchgangsstrassen. Die Zufahrt erfolgt von Versoix oder von Chavannes-de-Bogis. Eine Kantonsstrasse führt über die Grenze in das benachbarte französische Sauverny. Durch den Postautokurs, der von Nyon nach Coppet verkehrt, ist Chavannes-des-Bois an das Netz des öffentlichen Verkehrs angebunden.

## Geschichte
Die erste urkundliche Erwähnung des Ortes erfolgte 1316 unter dem Namen Les Chavannes de Sovernyer, 1355 erschien die Bezeichnung Cabane Nemorum (abgeleitet vom lateinischen Wort nemus, nemoris in der Bedeutung von Wald, Gehölz). Chavannes ist auf das vulgärlateinische Wort capanna (Hütte, kleiner Hof) zurückzuführen. Seit dem Mittelalter gehörte das Gebiet um Chavannes-des-Bois zur Herrschaft Coppet, welche die Ländereien 1355 an die Zisterzienserabtei Bonmont verkaufte. Die Herren von Grilly erhoben ebenfalls Steuern im Dorf.
Mit der Eroberung der Waadt durch Bern im Jahr 1536 kam Chavannes-des-Bois unter die Verwaltung der Landvogtei Nyon und 1711 an die Vogtei Bonmont. Nach dem Zusammenbruch des Ancien Régime gehörte Chavannes-des-Bois von 1798 bis 1803 während der Helvetik zum Kanton Léman, der anschliessend mit der Inkraftsetzung der Mediationsverfassung im Kanton Waadt aufging. Der Ort besitzt keine eigene Kirche, er gehört zur Pfarrei Commugny.